# Форестьє Луї Петрович
Форестьє Луї Петрович  (фр. Louis Forestier, 1892—1954) — французький, російський і радянський кінооператор, з 1910 року працював в Росії.

## Життєпис
Закінчив коллеж у Парижі. Почав працювати в кінематографі з 1907 р. в паризькій фірмі «Гомон».
В 1910 р. переїхав до Росії. Співробітничав з О. Ханжонковим, Талдикіним (фільми: «У давнину дідам жилося», «Таємниця вапняної печі», «Від темряви до світла» та ін.). Потім став оператором кіносекції Ради робітничих депутатів Москви, працював на студії «Межрабпом-Русь», в 1922 і 1926 рр. — на Одеській і Ялтинській кінофабриках ВУФКУ.
У 1945 році він опублікував свої спогади російською мовою під назвою «Великая игра».
Автор книги «Великий немой» (1945).
Похований на Останкінському цвинтарі в м. Москві.

## Фільмографія
Зняв кінокартини:
- «Арлезіанка» \ фр. L'Arlésienne (1908, Франція)
- «Опівночі на цвинтарі» (1909)
- «У студентські роки» (1910)
- «Друга молодість» (1910)
- «Євгенія Гранде» \ фр. Eugénie Grandet (1910, Франція)
- «Заживо похований» (1910)
- «Ідіот» (1910)
- «Кур'єр Її Величності» (1910)
- «Напередодні» (1910)
- «Пікова дама» (1910)
- «Оборона Севастополя» (рос. «Воскресший Севастополь») (1911, у співавт.)
- «Борис Годунов» (1911)

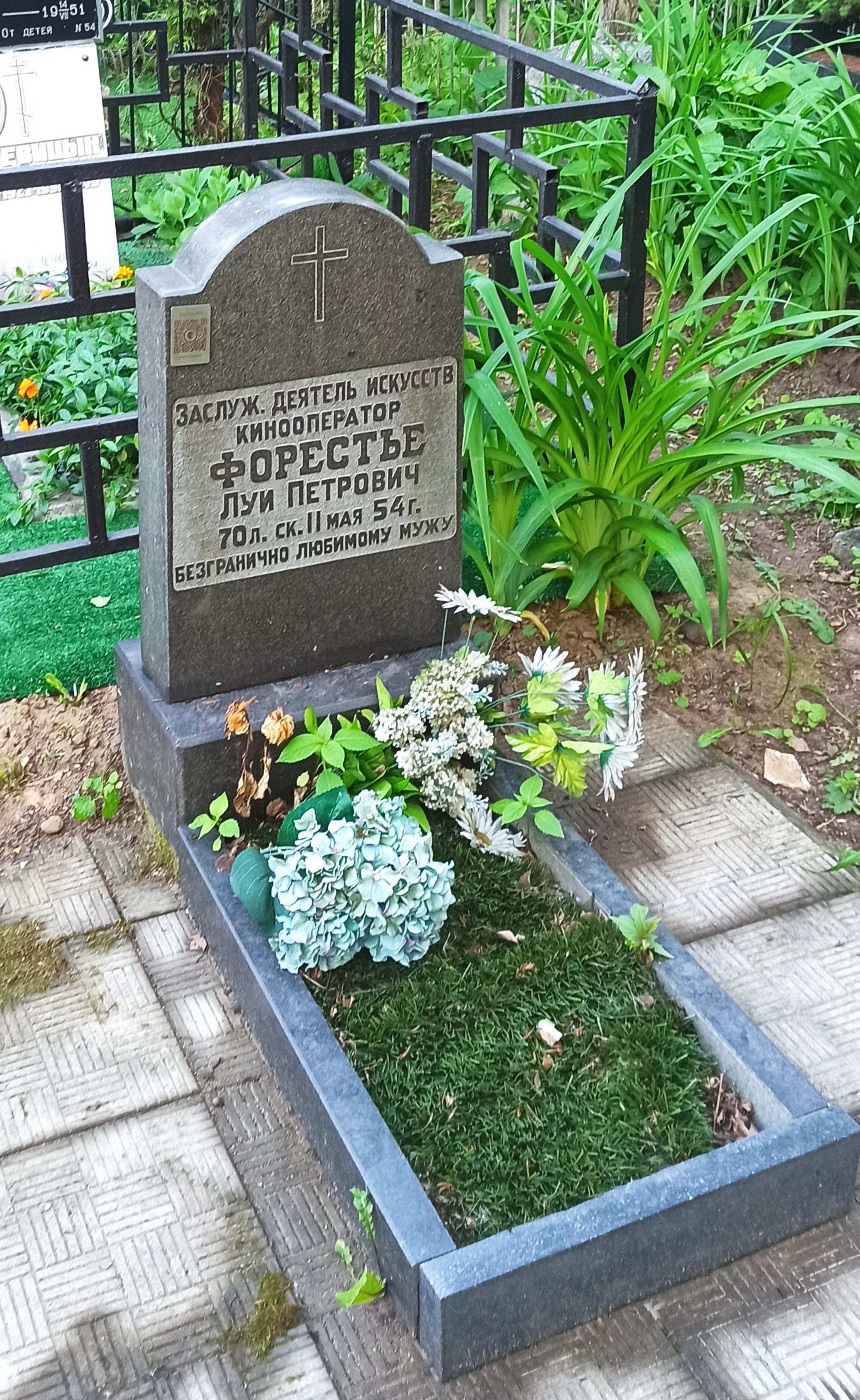
Могила

- «Боярська дочка („Вільна волюшка“)» (1911)
- «Василиса Мелентіївна і цар Іван Васильович Грозний» (1911)
- «Виїзд пожежної команди 1 частини м. Тули» (1911)
- «Донські козаки» (1911)
- «Євгеній Онєгін» (1911)
- «Життя за царя» (1911)
- «Князь Срібний» (1911)
- «Крейцерова соната» (1911)
- «На жвавому місці» (1911)
- «Напередодні маніфесту 19 лютого» (1911)
- «Останній нинішній день» (1911)
- «Святковий вигляд Київської вулиці у Тулі» (1911)
- «Руїни палацу Катерини Великої» (1911)
- «Світить, та не гріє» (1911)
- «Хірургія» (1911)
- «1812 рік» (1912)
- «Брати розбійники» (1912)
- «Весняний потік» (1912)
- «Селянська частка» (1912)
- «Кубок життя та смерті» (1912)
- «Мороз по шкірі» (1912)
- «Робоча слобідка» (1912)
- «Знедолені» (1913, у співавт.)
- "Бідні овечки
- "рос. Воцарение дома Романовых (1613)» (1913)
- «Драма на полюванні» (1913)
- «Дубровський» (1913)
- «Обрив» (1913)
- «Пияцтво ы його наслідки» (1913)
- «Шаленство пияцтва» (1914)
- «У вирі Москви» (1914)
- «Волга і Сибір» (1914, у співавт.)
- «Сонька Золота Ручка» (1914, одна із серій)
- «У золотому павутинні Москви» (1915)
- «Сьома заповідь» (1915)
- «Дві квартири — дві любові» (1916)
- «Кохання всесильне» (1916)
- «Продана слава» (1916)
- «Смерть богів» (1916)
- «Той, хто отримує ляпаси» (1916)
- «Юність» (1916)
- «Володар» (1917)
- «За що страждати та померти» (1917)
- «Червона блискавка» (1917)
- «Кумир повалений» (1917)
- «Кохання і випадок» (1917)
- «Люди палких пристрастей» (1917)
- «Ніч суду та страти» (1917)
- «Свято ночі» (1917)
- «Зруйнований храм» (1917)
- «Серце, кинуте вовкам» (1917)
- «Жалобний вальс» (1917)
- «Духовні очі» (1918)
- «Кулак» (1918)
- «Маскарад» (1918)
- «Меч милосердя» (1918)
- «П'ять поверхів» (1918)
- «Скерцо диявола» (1918)
- «Праця і капітал» (1918)
- «Флавія Тессіні» (1918)
- «Голод і боротьба з ним» (1922)
- «Від темряви до світла» (1922, у співавт.)
- «Магнітна аномалія» (1923)
- рос. «Что говорит «Мос», сей отгадай вопрос» (1924)
- «Чотири і п'ять» (1924)
- «Його заклик» (1925)
- «Гасла восьми Жовтнів» (1925)
- «Боротьба велетнів» (1926)
- «Останній постріл» (1926)
- «Земля в полоні» (1927)
- «Чужа» (1927)
- «Кульгавий пан» \ рос. «Хромой барин» (1928)
- «Саламандра» (1928, у співавт.)
- «Вогняний рейс» (1930, у співавт.)
- «Друзі совісті» (1932)
- «Батько і син» (1936)
- «Кінець полустанку» (1936)
- «Гобсек» (1936)
- «Юні комунари» (1938)
- «Варя-капітан» (1939, у співавт.)
- «Випадок у вулкані» (1940, у співавт. з М. Кириловим) та ін.